# نوبری
نوبری یک نام خانوادگی فارسی است که ممکن است به افراد زیر اشاره داشته باشد:
- علیرضا نوبری، مهندس و اقتصاددان ایرانی، رئیس کل سابق بانک مرکزی جمهوری اسلامی ایران
- لیث نوبری، بازیکن سابق فوتبال
- ناصر نوبری، دیپلمات سابق ایرانی
- نصرت‌الله براتی نوبری، فعال سیاسی ایرانی
- ستار نوبری، مربی فوتبال ایرانی
- اسماعیل نوبری، سیاستمدار سابق ایرانی

سایر افراد
- هنریک ساموئل نوبری
- مارسیو نوبری
- کارل مارتین نوبری
- تور نوبری
- اینگبوری نوبری